# Шагирзян, Лена
Ле́на Шагирзя́н (тат. Лена Шагыйрьҗан, урожд. Ле́на Галимзя́новна Шакирзя́нова (тат. Лена Галимҗан кызы Шакирҗанова); 4 июня 1945, Поисево, Актанышский район, Татарская АССР, РСФСР, СССР — 16 января 2017, Казань, Республика Татарстан, Российская Федерация) — советская и российская татарская поэтесса, публицист, литературный критик. Народный поэт Республики Татарстан (2016), заслуженный деятель искусств Республики Татарстан (2000). Лауреат Государственной премии Республики Татарстан имени Габдуллы Тукая (2011).
Родилась в 1945 году в татарской учительской семье. В 1967 году окончила Казанский педагогический институт, некоторое время проработала в школе, затем была певицей в Ансамбле песни и танца ТАССР, трудилась журналистом-переводчиком в Государственном комитете ТАССР по телевидению и радиовещанию. Стихи писала с детства, первую книгу выпустила в 1982 году, в 1984 году вступила в Союз писателей СССР, а в 1987 году начала профессионально заниматься литературной деятельностью. Является автором десяти сборников стихов, поэм, литературно-критических и публицистических статей, переводов. Творчество Шагирзян характеризуется отображением переживаний женщины, поисков ею любви, а также осознанием роли поэта в окружающем мире, изложением проблем современного общества, в частности, по национальному вопросу. Пережив ряд личных неурядиц, последние годы сильно болела, скончалась в 2017 году в возрасте 71 года.

## Биография
Лена Галимзяновна Шакирзянова родилась 4 июня 1945 года в селе Поисево Актанышского района Татарской АССР. Из учительской семьи Галимзяна и Хатиры Шакирзяновых, образованных представителей татарской сельской интеллигенции: отец преподавал физику и математику, мать — немецкий язык и татарскую литературу. В семье было четверо детей, которых они назвали в честь рек. Младшая сестра — Луара (актриса); братья — Амур и Нил.
После рождения Лены семья переехала в Атнинский район, где прошло её детство: начальную школу окончила в селе Нижний Куюк, а среднюю в Кулле-Кими, где учился С. Хаким. Во время учёбы активно участвовала в школьной самодеятельности, ходила в различные кружки, играла на мандолине, читала стихи, выступала с танцевальными и акробатическими номерами, не избегала также занятий домашним хозяйством. После школы в 1962 году уехала в Казань, где поступила на отделение татарской литературы историко-филологического факультета педагогического института, который окончила в 1967 году и затем год работала учителем в казанской средней школе № 80. Обладая чистым и красивым тембром голоса в сочетании с внешней женственной привлекательностью, в 1968—1973 годах работала вокалисткой в Ансамбле песни и танца ТАССР. В 1974—1987 годах трудилась журналистом-переводчиком в Государственном комитете ТАССР по телевидению и радиовещанию.
Член Союза писателей СССР (Татарстана) с 1984 года. С 1987 года занималась литературной деятельностью на профессиональной основе. Всего является автором таких сборников стихов и поэм, как «Мөлдерәмә күңел» («Душа переполненная», 1982), «Ышанам йөрәгемә» («Верю сердцу», 1986), «Иман әлифбасы» («Азбука совести», 1993), «Шигырьләр, поэма» («Стихи и поэма», 1996), «Боҗра вә Хөҗрә» («Круговорот», 2002), «Кәрәз төбе каты бал» («Волшебный дар пчелиных сот», 2014), «Алла ярдәм бирсен сезгә, кешеләр!» («Да поможет вам Бог, люди!», 2017). За вклад в развитие татарской литературы и искусства в 2000 году стала заслуженным деятелем искусств Республики Татарстан. В 2007 году получила премию имени Х. Такташа за произведения, посвящённые этому поэту. Неоднократно выдвигалась на соискание Государственной премии Республики Татарстан имени Г. Тукая, лауреатом которой стала в 2011 году за два сборника стихов. В 2016 году удостоена звания народного поэта Республики Татарстан.
Не отделяя писательскую работу от всей остальной жизни, Шагирзян отличалась высоким чувством общественного долга и вела активную публичную деятельность, в частности, на протяжении многих лет была вице-президентом Всетатарского женского объединения «Ак калфак», в создании которого в 1993 году приняла деятельное участие. На первое место среди общечеловеческих ценностей ставила человека и его счастье в обществе, а также любовь, веру, свободу, ум и честь. По словам близких и друзей, с юности была человеком искренним, прямолинейным и страстным, открыто выражала несогласие с обществом, что доставляло ей немалые проблемы личного плана. Всю свою жизнь прожила одна, не выйдя замуж по причине того, что так и не нашла достойного мужчину. Не став матерью, своим продолжением и наследием считала собственные стихи, а также была своего рода наставником для поэта Р. Аймета, ощущавшего с ней родственную связь. Проживала в центре города, не имея возможности открыть окно из-за оживлённого уличного движения и насладиться звёздами по причине отсутствия балкона, о чём сильно сожалела, а в конце жизни ощущала себя несчастной, потеряв желание жить. Указывая, что участь поэта в России практически всегда трагична, отмечала следующее:
За полвека своей жизни мне приходилось волком выть от всех моих страданий и обид. И я очень жалею о том, что все мои нежные чувства, в том числе и чувство любви в широком понятии этого слова, стали какими-то уродливыми, они смешались с нелюбовью, как у Марины Цветаевой. Потому что я на каждом шагу чувствовала, что меня не очень-то любили; и любили не за то, что я нечеловечная или глупа, нахальна или коварна, а за то, что, наоборот, я хотела быть чистой, умной, справедливой, красивой, искренней, любимой. Зависть, недоброжелательность, обман, коварство, сопровождавшие меня долгие годы, привели к тому, что я тоже стала утрачивать свои самые лучшие качества и желания. Вот это, действительно, трагично!
Лена Галимзяновна Шакирзянова скончалась 16 января 2017 года в Казани. Ей был 71 год. Последние годы страдала от депрессии и одиночества, психологические проблемы отразились на нервной деятельности, в результате чего ей парализовало ногу. За полтора года до смерти упала и сломала позвоночник, а впоследствии получила ещё одну травму. Последние два месяца жизни провела прикованной к постели, затем была госпитализирована в одну из казанских больниц, где умерла спустя несколько дней. Прощание прошло в здании Союза писателей Республики Татарстан, похоронили Шагирзян по мусульманскому обряду на кладбище в деревне Кулле-Кими, где прошло её детство.

## Очерк творчества
Творческий псевдоним — Лена Шагирзян (тат. Лена Шагыйрьҗан), от татарского слова шагыйрь — поэт. Предпочитала поэтический жанр, писала на татарском языке. Читать научилась по стихам Г. Тукая. В школьные годы сама стала пробовать себя в стихах, поощрялась в этом увлечении родителями, с первыми поэтическими опытами публиковалась в районной газете, а с 1970-х годов — уже на республиканском уровне, в частности, в журналах «Ялкын», «Казан утлары», «Азат хатын». В 1977 году ряд её лирических стихов был издан в коллективном поэтическом сборнике «Кызлар җыры» («Песня девушек»). Первый самостоятельный сборник стихов под названием «Мөлдерәмә күңел» («Душа переполненная») вышел в 1982 году и был посвящён главным образом родине, современникам, молодости, любви. 
Меня вдохновляет сама жизнь: и бурные события, и тихие, будничные дни. Главное — мои собственные ощущения, реакция на то, что меня волнует: психологические открытия, удивление или даже унынение. Разочарование или ожидание чего-то нового. Если душа не дремлет, значит, придёт и вдохновение. Но самые счастливые и трепетные минуты и часы — это когда душу что-то взволнует до такой степени, что уже всё бросишь и сядешь за стол. Иногда вдохновляет самый «простой» ливень, летняя гроза. Или очень знакомый, но «необыкновенный» лунный свет. Но если душа очерствеет, то никакой вдохновитель не поможет. Нет себя — нет источника. Без меня, вне меня — нет ничего…Лена Шагирзян, из интервью, 1997 год.
Творчество Шагирзян представляет собой уникальное явление в татарской литературе, где традиционно господствуют мужчины. Своими примерами для подражания в поэзии она называла А. А. Ахматову и М. И. Цветаеву. Уже с первых стихов она показала себя одарённой поэтессой с особым, ни на чей другой не похожим стилем письма. Используя разнообразную тематику, возможности духовного поиска, ассоциативное мышление, точность и восприимчивость, Шагирзян стала одним из тех татарских поэтов, кто мастерски сплёл в своём творчестве романтизм и реализм в сочетании с отдельными элементами модернизма. Её поэтическая манера отличается обилием образных, ярких деталей, поэтических приёмов, включением в текст стиха различных народных выражений и изречений, а также следованием татарской традиционной поэтической форме.
Я люблю Вас украдкой, издалека,

В грёзах моих ни капельки нет печали.

Эта любовь сияет во мне, легка,

Солнечными исходит она лучами.
Я люблю Вас украдкой, ещё сильней,

Песней любовь заветная обернётся.

Каждая строчка, каждое слово в ней —

Нежностью Вашего имени отзовётся.
Я люблю Вас украдкой, смиряя стук

Сердца — что ласку выдать невольно может.

Если бы это чувство открылось вдруг,

Вы от любви сгорали б, наверно, тоже…
Наиболее полно поэтическое дарование Шагирзян раскрылось в стихах в духе романтизма, в раскрытии чувственного мира лирического героя, интимных чувств. Особо критикой отмечалась любовная лирика Шагирзян, в которой поэтесса фокусировала своё внимание на поисках большой любви, невозможности её найти, на вытекающей из этого неудовлетворённости жизнью, что в итоге может разбить сердце женщины. Характерной особенностью тут является изображение переживаний в развитии, от простого к сложному. Одновременно любовь у неё из отвлечённого поэтического образа приобретает вид реального чувства на примере разных судеб женщин разных возрастов, живописуется довольно эмоционально, не теряя при этом тонкой философичности и искренности. При этом, несмотря на достойные стихи философского склада, посвящённые размышлениям о добре и зле, жизни и смерти, Шагирзян не является ярким представителем лирики печали, но лириком любви. По оценкам критиков, такая лирика вызывает сильное волнение у читателя, созвучна его собственным сердечным переживаниям, в чём заключается большой творческий успех Шагирзян как поэта.
Свои интимно-личные переживания, сложный душевный мир женщины Шагирзян раскрывала в тесной связи с отображением жизни общества в целом, на фоне глобальных национальных, социальных, нравственных проблем современности. Её поэзии свойственны широта затрагиваемых тем, глубина мысли и содержания, повышенная эмоциональность, особая мелодичность в сочетании с национальным колоритом, а также лирико-публицистический пафос, ставший выражением активной гражданской позиции поэтессы. Такие понятия, как страна, родина, нация, честь, Шагирзян рассматривала в социально-философской и исторической плоскостях, на примере взаимоотношений общества и личности, создав таким образом своеобразный кодекс совести — жить по своему уму и следовать собственным истинам. Одной же из главным тем творчества Шагирзян является роль поэта в обществе, его чувства и переживания, разлад с самим собой и с окружающим миром, а также идея того, что поэт расширяет горизонты идей, разрушает барьеры, выводит человечество в новые миры. Стихи её отличаются непосредственностью в изложении поэтической мысли, Шагирзян буквально заявляет: «Открой глаза — это мир!».
Путём зерна хочу идти

И в песню поля превратиться,

Быть в землю брошенной, взойти,

На ниве тучно колоситься…
Душа зерна — в самом зерне,

А путь его — простор и воля…

Так, семя трудится в земле,

И продолжается Живое…
Публицистическая лирика у Шагирзян занимает значительное место, она сосредотачивается в основном на судьбах татарского народа и родного языка. В этом плане сама Шагирзян, её произведения историко-общественного плана являются скорее исключением из правил, так как женщины в татарской поэзии реже обращались к таким вопросам, сосредотачиваясь в основном на лично-бытовой сфере. Стремясь достучаться до каждого читателя, по оценкам критики, она не оставляла никого равнодушным к своей поэзии, отличалась особенной искренностью, умением говорить от сердца к сердцу. Удивительная смелость, открытость в выражении своей общественно-политической позиции не лишает произведения Шагирзян поэтической высоты, разнообразия изобразительных средств, ритмической свободы стиха, восходящего к поэзии Х. Такташа.
Следуя за своей нацией и одновременно вдохновляя её, Шагирзян видела своей задачей дать голос обычному человеку, рассказать правду о реальном, о печальном положении дел при существующем общественном строе. Носителями общечеловеческих ценностей при этом выступают образы религиозных деятелей или мифологических героев, которые противостоят тоталитарным порядкам. Как поэт-борец, не боящийся высказывать свою независимость от чужого мнения, в этом плане Шагирзян по мнению критиков напоминает М. Агляма. Итогом таких размышлений о судьбах нации и родины стал сборник «Сагынмаклык» («Дарю на память», 2005), содержащий в себе в буквальном смысле «пламенные» критические заметки, литературно-теоретические статьи, а также поэтические посвящения современникам, воспоминания о выдающихся деятелях татарского искусства, таких как, например, С. Хаким, Р. Яхин, С. Садыкова.
Интерес также представляет серьёзный вклад Шагирзян в область детской литературы. Так, её сборник стихов для детей «Канатлы ат» («Крылатый конь», 1999) отмечен критикой с точки зрения воспитания в подрастающем поколении живого интереса и любви к родной литературе, языку, искусству. Ряд её стихотворений для детей, представляющие собой некое подобие упражнений, были охарактеризованы как важный элемент в обучении детей татарскому языку и их языковой практике. Мастерство поэтессы раскрылось и в жанре художественного перевода, она открыла для татарского читателя творчество А. С. Пушкина, Г. Р. Державина, А. А. Ахматовой, М. И. Цветаевой, Низами, Баласагуни — итогом такой работы стал сборник переводов русских и зарубежных писателей под названием «Хуш исләре җиһан гөлләренең» («Аромат цветов мира», 2011). Известны её сонеты, в том числе переводы «орфейского цикла» Р. М. Рильке; также Шагирзян активно занималась переводами японской поэзии, в частности, танка, находя в них близость к поэтичности татарских народных песен. Несмотря на кончину поэтессы, её творческое наследие не забыто, книги Шагирзян продолжают переиздаваться, выходят также и переводы её стихов на русский язык.
Счастье — это любимое занятие, иметь своё место для работы и житья. Счастье — это получить свою долю своевременно и отдача всю жизнь. Счастье — это твои права и обязанности, подкреплённые законами. Счастье — это иметь гарантию на счастье, если ты стремишься к нему своим умом и трудом. Счастье — это дружная семья. Найти себе равного спутника жизни. Счастье — желание писать, писать и печататься. Счастье — это свобода. Счастье — это когда не стыдишься и не боишься своего родного языка и своей нации. Счастье — это не остаться одиноким и покинутым.Лена Шагирзян, из интервью, 1997 год.

## Награды
Звания

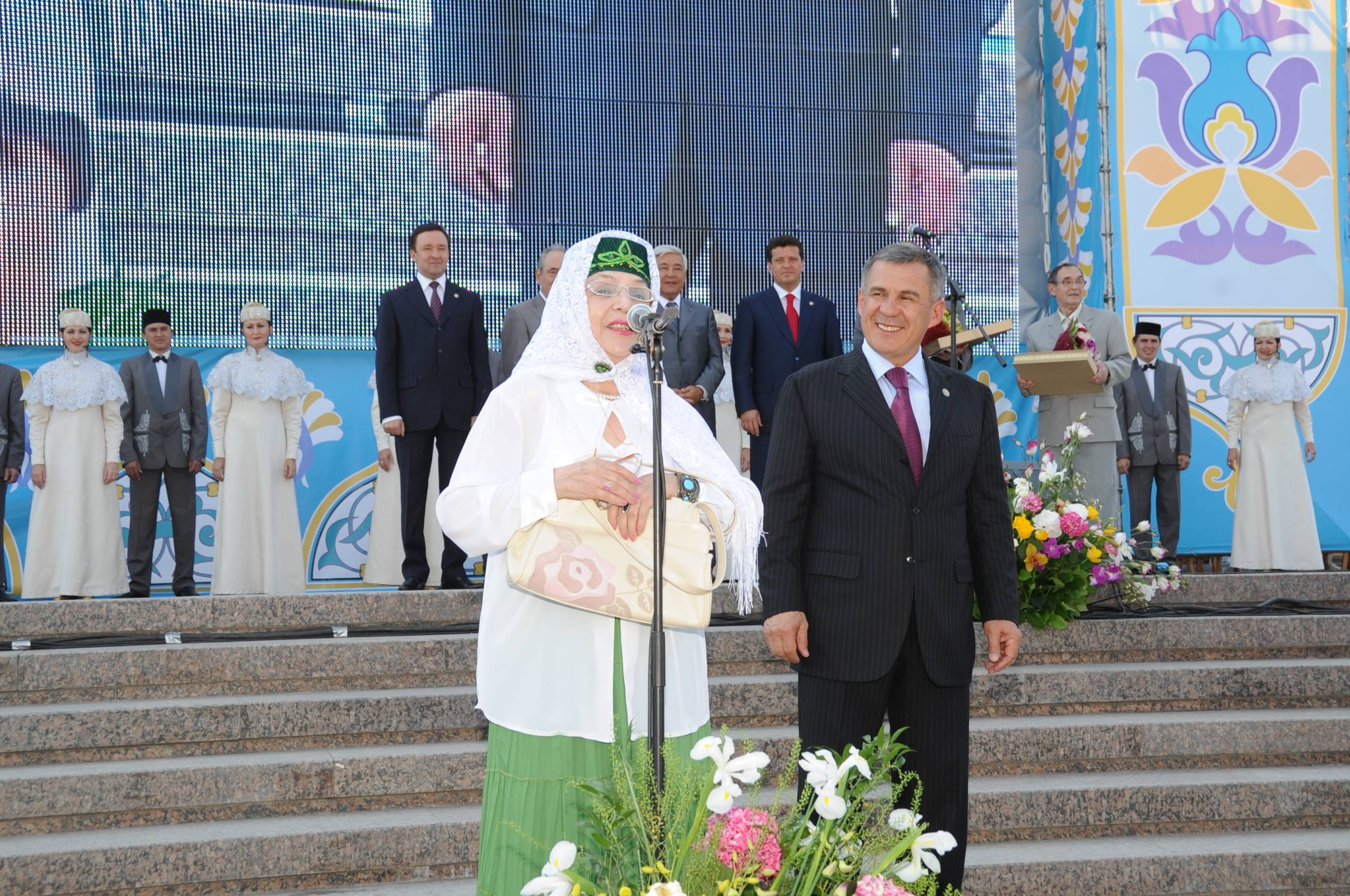
На вручении премии Тукая, 2011 год

- Почётное звание «Народный поэт Республики Татарстан» (2016 год) — за большой вклад в развитие татарской литературы и многолетнюю творческую деятельность[55][56].
- Почётное звание «Заслуженный деятель искусств Республики Татарстан» (2000 год)[11][1].

Премии
- Государственная премия Республики Татарстан имени Габдуллы Тукая (2011 год) — за сборники «Боҗра вә Хөҗрә: Шигырьләр, поэмалар» («Круговорот: Стихи и поэмы»), Татарское книжное издательство, Казань, 2002 год, и «Сагынмалык: Истәлекләр, багышланмалар» («Дарю на память: Воспоминание, посвящение»), Татарское книжное издательство, Казань, 2005 год[57]. Вручена президентом Республики Татарстан Р. Н. Миннихановым на церемонии на площади перед театром имени Г. Камала[58].
- Премия имени Хади Такташа (2007 год)[11][59].

## Память
Ряд личных вещей Шагирзян находится в коллекции Национального музея Республики Татарстан в Казани. Ей также посвящена часть мемориальной экспозиции в музее С. Хакима в Кулле-Кими.